# Charanyca quercicola
Charanyca quercicola är en fjärilsart som beskrevs av Gmelin 1788. Charanyca quercicola ingår i släktet Charanyca och familjen nattflyn. Inga underarter finns listade i Catalogue of Life.